# Corentin Navarro
Corentin Navarro (Narbonne, 29 november 1997) is een Frans wielrenner die anno 2018 rijdt voor Team Wiggins.

## Carrière
In 2017 won Navarro de laatste etappe in de Ronde van Portugal van de Toekomst, voor Francisco Campos en Jonathan Couanon.

## Overwinningen
2017
4e etappe Ronde van Portugal van de Toekomst

## Ploegen
- 2018 –  Team Wiggins

Cullaigh · Donovan · Downey · Draper · Fouche · Georgi · Kerfoot-Robson · Navarro · O'Loughlin · Pidcock · Robinson · Sauvagnargues · Scott · Stewart · Teggart · Walker · Wood · Yates